# Philipp Schörghofer
Philipp Schörghofer (Salisburgo, 20 gennaio 1983) è un ex sciatore alpino austriaco. Ai massimi livelli internazionali è stato un gigantista puro, anche se nelle manifestazioni inferiori partecipava anche a slalom speciali.

## Biografia

### Stagioni 1999-2009
Originario di Filzmoos e attivo in gare FIS dal novembre del 1998, è giunto in Coppa Europa nel 2001, esordendo il 17 gennaio nella discesa libera di Altenmarkt-Zauchensee (104º). Ha ottenuto i primi risultati di rilievo nel 2003: in quell'anno infatti, ha partecipato ai Mondiali juniores del Briançonnais, piazzandosi quarto nel supergigante e vincendo la medaglia di bronzo nello slalom gigante. Il 17 febbraio 2005 ha ottenuto a Oberjoch in slalom gigante il suo primo podio in Coppa Europa (3º).
Ha fatto il suo esordio in Coppa del Mondo il 17 dicembre 2006 nel gigante dell'Alta Badia, senza però riuscire a qualificarsi per la seconda manche; il 9 gennaio 2007 ha coltoa a Serre Chevalier in slalom gigante la sua prima vittoria in Coppa Europa. Lontano dalla Coppa del Mondo per un anno, lo sciatore austriaco è tornato a parteciparvi con regolarità durante il 2007-2008; ai Mondiali di Val-d'Isère 2009, suo esordio iridato, si è classificato 14º nello slalom gigante.

### Stagioni 2010-2014
A Vancouver 2010 ha debuttato ai Giochi olimpici invernali, classificandosi 12º nello slalom gigante. L'8 marzo 2010 ha ottenuto la sua ultima vittoria in Coppa Europa, a Kranjska Gora in slalom gigante, e il 12 marzo successivo nello slalom gigante disputato durante le finali della Coppa del Mondo 2010 a Garmisch-Partenkirchen ha conquistato il primo piazzamento a podio in Coppa, giungendo 3º alle spalle di Carlo Janka e Davide Simoncelli, a pari tempo con Ted Ligety.
Il 6 febbraio 2011 sulle nevi di casa di Hinterstoder ha ottenuto la sua unica vittoria in Coppa del Mondo, battendo Kjetil Jansrud e Carlo Janka; pochi giorni dopo ai Mondiali di Garmisch-Partenkirchen ha vinto l'argento iridato nella gara a squadre e il bronzo in slalom gigante. Ai Mondiali di Scladming 2013 ha vinto la medaglia d'oro nella gara a squadre, mentre ai XXII Giochi olimpici invernali di Soči 2014, suo congedo olimpico, si è classificato 18° nello slalom gigante.

### Stagioni 2015-2019
Il 10 dicembre 2014 ha conquistato il suo ultimo podio in Coppa Europa, nello slalom gigante di Oberjoch (2º), e ai Mondiali di Vail/Beaver Creek 2015 si è aggiudicato la medaglia d'oro nella gara a squadre (partecipando come riserva) ed è stato 10º nello slalom gigante. Nel 2017 ha ottenuto il suo ultimo podio in Coppa del Mondo (3º nello slalom gigante di Adelboden del 7 gennaio) e ai Mondiali di Sankt Moritz, sua ultima presenza iridata, si è classificato 5º nello slalom gigante.
Si è ritirato al termine della stagione 2018-2019; la sua ultima gara in Coppa del Mondo è stata lo slalom gigante di Adelboden del 12 gennaio e la sua ultima gara in carriera è stata lo slalom gigante di Coppa Europa disputato a Plan de Corones il 17 gennaio, entrambi non completati da Schörghofer.

## Palmarès

### Mondiali
- 4 medaglie:
  - 2 ori (gara a squadre a Schladming 2013; gara a squadre a Vail/Beaver Creek 2015)
  - 1 argento (gara a squadre a Garmisch-Partenkirchen 2011)
  - 1 bronzo (slalom gigante a Garmisch-Partenkirchen 2011)

### Mondiali juniores
- 1 medaglia:
  - 1 bronzo (slalom gigante a Briançonnais 2003)

### Coppa del Mondo
- Miglior piazzamento in classifica generale: 30º nel 2012 e nel 2016
- 6 podi (tutti in slalom gigante):
  - 1 vittoria
  - 1 secondo posto
  - 4 terzi posti

#### Coppa del Mondo - vittorie
| Data            | Località     | Paese   | Specialità |
| --------------- | ------------ | ------- | ---------- |
| 6 febbraio 2011 | Hinterstoder | Austria | GS         |

Legenda:

GS = slalom gigante

#### Coppa del Mondo - gare a squadre
- 4 podi:
  - 1 vittoria
  - 3 terzi posti

### Coppa Europa
- Miglior piazzamento in classifica generale: 4º nel 2009
- 15 podi:
  - 8 vittorie
  - 3 secondi posti
  - 4 terzi posti

#### Coppa Europa - vittorie
| Data             | Località        | Paese    | Specialità |
| ---------------- | --------------- | -------- | ---------- |
| 9 gennaio 2007   | Serre Chevalier | Francia  | GS         |
| 18 gennaio 2007  | La Plagne       | Francia  | GS         |
| 20 febbraio 2008 | Madesimo        | Italia   | GS         |
| 21 febbraio 2008 | Madesimo        | Italia   | GS         |
| 14 gennaio 2009  | Oberjoch        | Germania | GS         |
| 4 febbraio 2009  | La Molina       | Spagna   | GS         |
| 5 febbraio 2009  | Soldeu          | Andorra  | GS         |
| 8 marzo 2010     | Kranjska Gora   | Slovenia | GS         |

Legenda:

GS = slalom gigante

### Nor-Am Cup
- Miglior piazzamento in classifica generale: 47º nel 2015
- 2 podi:
  - 1 vittoria
  - 1 secondo posto

#### Nor-Am Cup - vittorie
| Data             | Località | Paese       | Specialità |
| ---------------- | -------- | ----------- | ---------- |
| 23 novembre 2013 | Loveland | Stati Uniti | GS         |

Legenda:

GS = slalom gigante

### South American Cup
- Miglior piazzamento in classifica generale: 14º nel 2014
- 2 podi:
  - 1 secondo posto
  - 1 terzo posto

### Campionati austriaci
- 4 medaglie[1]:
  - 3 ori (slalom gigante nel 2011; slalom gigante nel 2014; slalom gigante nel 2016)
  - 1 argento (combinata nel 2006)